# Jan Trousil
Jan Trousil (Kutná Hora, 9 aprile 1976) è un allenatore di calcio ed ex calciatore ceco, di ruolo difensore, tecnico del Vyškov.

## Carriera

### Club

#### Zbrojovka Brno
Fa il suo ultimo gol con lo Zbrojovka il 2 marzo 2009 nella vittoria fuori casa contro il Mladá Boleslav dove porta la partita sull'1-2 al 36', il match finirà poi sul 2-4.
L'ultima partita con lo Zbrojovka Brno risale al 22 novembre 2010 nella sconfitta casalinga contro il Baník Ostrava, dove viene anche ammonito al 68' minuto.

#### Dubnica
Debutta con il Dubnica il 26 febbraio 2011 nel pareggio casalingo per 0-0 contro il Košice.
L'ultima partita con il Dubnica risale al 25 maggio 2011 nella vittoria casalinga per 2-0 contro il Dukla Banská.

#### Slovácko
Debutta con lo Slovácko il 30 luglio 2011 nella sconfitta casalinga per 2-3 contro il Příbram.
Fa il suo primo gol con lo Slovácko il 31 agosto 2011 in Pohár ČMFS nella vittoria per 2-0, dove segna al 28' minuto, contro il Frýdek-Místek. Segna il primo gol con lo Slovácko il 12 agosto 2012 nella sconfitta casalinga per 1-4 contro lo Sparta Praga, dove mette a segno il momentaneo 1-2.

## Palmarès

### Club

#### Competizioni nazionali
- Coppa della Repubblica Ceca: 1

Hradec Králové: 1994-1995
- Druhá liga: 1

Slovácko: 1999-2000